# جورج بحر
جورج بحر (بالألمانية: George Bähr)‏ (و. 1666 – 1738 م) هو مهندس معماري من ألمانيا . ولد في Fürstenwalde .
توفي في دريسدن.

## أعمال بارزة
من أهم أعماله:
- Church of Our Lady.